# Jerzy Hieronim Kwinta
Jerzy Hieronim Kwinta herbu Dryja – miecznik brasławski w 1750 roku.
Był elektorem Stanisława Augusta Poniatowskiego z powiatu brasławskiego w 1764 roku.